# Championnat d'Angleterre féminin de football 2020-2021
Navigation
FA WSL 2019-2020 FA WSL 2021-2022
Le Championnat d'Angleterre féminin de football 2020-2021, en anglais FA WSL 2020-2021 est la dixième saison du Championnat d'Angleterre féminin de football depuis sa création en 2010. C'est la troisième saison après le changement de nom des quatre plus hauts niveaux du football féminin anglais.
À partir de la saison 2020-2021, la FA WSL s'est vu attribuer trois places en Ligue des champions, soit une augmentation par rapport aux deux précédentes éditions.
Chelsea est le tenant du titre, ayant remporté le titre de la saison 2019-2020 sur la base de points par match après l'arrêt de la saison en raison de la pandémie de COVID-19 en Angleterre (en),. Ils sont devenus la première équipe depuis Liverpool en 2014 à défendre son titre.

## Équipes participantes

### Participantes et localisation
| \| Man. City Aston Villa Everton Birmingham City Bristol City Londres Reading Brighton & Hove Albion Man. Utd \| Localisation des clubs engagés dans le championnat. |
| Man. City Aston Villa Everton Birmingham City Bristol City Londres Reading Brighton & Hove Albion Man. Utd                                                           |

| \| Arsenal Chelsea Tottenham West Ham \| Clubs londoniens. |
| Arsenal Chelsea Tottenham West Ham                         |

Un total de douze équipes participent au championnat, les onze maintenus de la saison précédente, auxquelles s'ajoutent un promus de deuxième division : Aston Villa.
Le clubs de Liverpool a été relégué.
| Club                   | Présent depuis | Classement 2019-2020 | Entraîneur                        | Depuis | Stade                        | Capacité théorique | Ville                | Saisons en première division |
| ---------------------- | -------------- | -------------------- | --------------------------------- | ------ | ---------------------------- | ------------------ | -------------------- | ---------------------------- |
| Chelsea                | 2005           | 1re                  | Emma Hayes                        | 2012   | Kingsmeadow                  | 4 850              | Kingston upon Thames | 13                           |
| Manchester City        | 2014           | 2e                   | Gareth Taylor (en)                | 2020   | Academy Stadium              | 7 000              | Manchester           | 6                            |
| Arsenal                | 1992           | 3e                   | Joe Montemurro                    | 2017   | Meadow Park                  | 4 502              | Borehamwood          | 27                           |
| Manchester United      | 2019           | 4e                   | Casey Stoney                      | 2018   | Leigh Sports Village         | 12 000             | Manchester           | 1                            |
| Reading                | 2016           | 5e                   | Kelly Chambers (en)               | 2015   | Madejski Stadium             | 24 161             | Reading              | 5                            |
| Tottenham              | 2019           | 6e                   | Rehanne Skinner (en)              | 2020   | The Hive Stadium             | 6 500              | Canons Park          | 1                            |
| Everton                | 2017           | 7e                   | Willie Kirk (en)                  | 2018   | Walton Hall Park             | 2 200              | Liverpool            | 24                           |
| West Ham United        | 2018           | 8e                   | Olli Harder (en)                  | 2020   | Rush Green Stadium           | 3 000              | Romford              | 2                            |
| Brighton & Hove Albion | 2018           | 9e                   | Hope Powell                       | 2017   | Broadfield Stadium           | 6 134              | Crawley              | 4                            |
| Bristol City           | 2017           | 10e                  | Matt Beard (en) (congé paternité) | 2021   | Stoke Gifford Stadium        | 1 500              | Filton               | 15                           |
| Birmingham City        | 2002           | 11e                  | Carla Ward                        | 2020   | Damson Park                  | 3 050              | Solihull             | 17                           |
| Aston Villa            | 2020           | 1er (D2)             | Marcus Bignot (en)(intérim)       | 2021   | Trevor Brown Memorial Ground | 2 500              | Boldmere             | 3                            |

### Changements d'entraîneurs
| Club              | Entraîneur partant                  | Motif du départ                      | Date de départ   | Position   | Entraîneur arrivant          | Date d'arrivée   |
| ----------------- | ----------------------------------- | ------------------------------------ | ---------------- | ---------- | ---------------------------- | ---------------- |
| Manchester City   | Alan Mahon (en) (intérim)           | Fin de la période d'intérim          | 2 février 2020   | Pré-saison | Gareth Taylor (en)           | 28 mai 2020      |
| Birmingham City   | Charlie Baxter (en) (intérim)       | Fin de la période d'intérim          | 3 Mars 2020      | Pré-saison | Carla Ward                   | 13 aout 2020     |
| West Ham United   | Matt Beard (en)                     | Consentement mutuel                  | 19 novembre 2020 | 9e         | Billy Stewart (en) (intérim) | 19 novembre 2020 |
| Tottenham Hotspur | Karen Hills (en) Juan Carlos Amorós | Licencié                             | 19 novembre 2020 | 11e        | Rehanne Skinner (en)         | 19 novembre 2020 |
| West Ham United   | Billy Stewart (en) (intérim)        | Fin de la période d'intérim          | 23 décembre 2020 | 10e        | Olli Harder (en)             | 23 décembre 2020 |
| Bristol City      | Tanya Oxtoby (en)                   | Congé maternité                      | 15 janvier 2021  | 12e        | Matt Beard (en) (intérim)    | 15 janvier 2021  |
| Aston Villa       | Gemma Davies (en)                   | Conserve son poste d'entraîneur-chef | 25 janvier 2021  | 11e        | Marcus Bignot (en) (intérim) | 25 janvier 2021  |

## Classement et résultats

### Règlement
Les équipes sont classées selon leur nombre de points, lesquels sont répartis comme suit : trois points pour une victoire, un point pour un match nul et zéro point pour une défaite. Pour départager les égalités, les critères suivants sont utilisés :
1. Différence de buts générale
2. Nombre de buts marqués
3. Résultats lors des confrontations directes (points, matchs gagnés, différence de buts, buts marqués, buts marqués à l'extérieur)

### Classement
| Rang | Équipe                 | Pts | J  | G  | N | P  | Bp | Bc | Diff |
| ---- | ---------------------- | --- | -- | -- | - | -- | -- | -- | ---- |
| 1    | Chelsea T C L          | 57  | 22 | 18 | 3 | 1  | 69 | 10 | +59  |
| 2    | Manchester City        | 55  | 22 | 17 | 4 | 1  | 65 | 13 | +52  |
| 3    | Arsenal                | 48  | 22 | 15 | 3 | 4  | 63 | 15 | +48  |
| 4    | Manchester United      | 47  | 22 | 15 | 2 | 5  | 44 | 20 | +24  |
| 5    | Everton                | 32  | 22 | 9  | 5 | 8  | 39 | 30 | +9   |
| 6    | Brighton & Hove Albion | 27  | 22 | 8  | 3 | 11 | 21 | 41 | -20  |
| 7    | Reading                | 24  | 22 | 5  | 9 | 8  | 25 | 41 | -16  |
| 8    | Tottenham Hotspur      | 20  | 22 | 5  | 5 | 12 | 21 | 41 | -20  |
| 9    | West Ham United        | 15  | 22 | 3  | 6 | 13 | 21 | 39 | -18  |
| 10   | Aston Villa P          | 15  | 22 | 3  | 6 | 13 | 15 | 47 | -32  |
| 11   | Birmingham City        | 14, | 22 | 3  | 6 | 13 | 15 | 44 | -29  |
| 12   | Bristol City           | 12  | 22 | 2  | 6 | 14 | 18 | 72 | -54  |

| Légende : | Légende : |
| --------- | --- |
|           | Qualifié pour la phase de groupes de la Ligue des champions 2021-2022 |
|           | Qualifié pour le deuxième tour de qualification de la Ligue des champions 2021-2022 |
|           | Qualifié pour le premier tour de qualification de la Ligue des champions 2021-2022 |
|           | Relégué en Women Championship |
|           | T : Tenant du titre C : Vainqueur de la Coupe d'Angleterre L : Vainqueur de la Coupe de la Ligue Pts points ; G victoires ; N match nuls ; P défaites Bp buts marqués ; Bc buts encaissés ; Diff différence de buts |

### Leader par journée
La frise suivante montre l'évolution des équipes ayant successivement occupé la première place :

### Lanterne rouge par journée
La frise suivante montre l'évolution des équipes ayant successivement occupé la dernière place :

### Résultats
| Domicile \ Extérieur   | ARS | ASV | BIR  | BHA | BRI | CHE | EVE | MCI | MNU | REA | TOT | WHU |
| ---------------------- | --- | --- | ---- | --- | --- | --- | --- | --- | --- | --- | --- | --- |
| Arsenal                | —   | 0–0 | 3–0  | 2–0 | 3–1 | 1–1 | 4–0 | 1–2 | 2–0 | 6–1 | 6–1 | 2–0 |
| Aston Villa            | 0–4 | —   | 0–1  | 0–2 | 2–2 | 0–4 | 0–6 | 0–2 | 0–2 | 2–2 | 1–0 | 0–0 |
| Birmingham City        | 0–4 | 1–1 | —    | 0–0 | 1–1 | 0–1 | 0–4 | 0–4 | 2–5 | 1–1 | 0–1 | 1–2 |
| Brighton & Hove Albion | 0–5 | 0–2 | 2–0  | —   | 3–1 | 0–1 | 0–5 | 1–7 | 1–0 | 1–3 | 2–0 | 1–0 |
| Bristol City           | 0–4 | 0–4 | 0–4  | 3–0 | —   | 0–5 | 0–4 | 0–3 | 0–1 | 3–2 | 2–2 | 0–4 |
| Chelsea                | 1–1 | 2–0 | 6–0  | 1–2 | 9–0 | —   | 4–0 | 3–1 | 2–1 | 5–0 | 4–0 | 3–2 |
| Everton                | 1–2 | 3–1 | 1–1  | 2–2 | 4–0 | 0–3 | —   | 0–3 | 0–2 | 1–1 | 1–0 | 3–1 |
| Manchester City        | 2–1 | 7–0 | 4–0  | 0–0 | 8–1 | 2–2 | 1–0 | —   | 3–0 | 1–0 | 4–1 | 4–0 |
| Manchester United      | 1–0 | 3–0 | 2–0  | 3–0 | 6–1 | 1–1 | 2–0 | 2–2 | —   | 0–2 | 4–1 | 2–0 |
| Reading                | 1–1 | 3–1 | 0–1  | 3–2 | 1–1 | 0–5 | 1–1 | 1–1 | 1–2 | —   | 0–0 | 0–5 |
| Tottenham Hotspur      | 0–3 | 3–1 | W.O. | 3–1 | 1–1 | 0–2 | 2–3 | 0–3 | 0–1 | 1–1 | —   | 1–1 |
| West Ham United        | 1–9 | 0–0 | 2–2  | 0–1 | 1–1 | 0–2 | 0–0 | 0–1 | 2–4 | 0–1 | 0–1 | —   |

### Domicile et extérieur
| Rang | Équipe            | Pts | J  | G  | N | P | Bp | Bc | Diff |
| ---- | ----------------- | --- | -- | -- | - | - | -- | -- | ---- |
| 1    | Chelsea           | 30  | 11 | 10 | 0 | 1 | 42 | 6  | +36  |
| 2    | Manchester City   | 29  | 11 | 9  | 2 | 0 | 36 | 5  | +31  |
| 3    | Arsenal           | 26  | 11 | 8  | 2 | 1 | 30 | 6  | +24  |
| 4    | Manchester United | 26  | 11 | 8  | 2 | 1 | 26 | 7  | +19  |
| 5    | Everton           | 15  | 11 | 4  | 3 | 4 | 16 | 16 | 0    |
| 6    | Brighton          | 15  | 11 | 5  | 0 | 6 | 11 | 24 | -13  |
| 7    | Tottenham         | 12  | 11 | 3  | 3 | 5 | 11 | 17 | -6   |
| 8    | Reading           | 11  | 11 | 2  | 5 | 4 | 11 | 20 | -9   |
| 9    | Bristol City      | 7   | 11 | 2  | 1 | 8 | 8  | 33 | -25  |
| 10   | Aston Villa       | 6   | 11 | 1  | 3 | 7 | 5  | 25 | -20  |
| 11   | West Ham United   | 4   | 11 | 0  | 4 | 7 | 6  | 22 | -16  |
| 12   | Birmingham City   | 4   | 11 | 0  | 4 | 7 | 6  | 24 | -18  |

| Rang | Équipe            | Pts | J  | G | N | P | Bp | Bc | Diff |
| ---- | ----------------- | --- | -- | - | - | - | -- | -- | ---- |
| 1    | Chelsea           | 27  | 11 | 8 | 3 | 0 | 27 | 4  | +23  |
| 2    | Manchester City   | 26  | 11 | 8 | 2 | 1 | 29 | 8  | +21  |
| 3    | Arsenal           | 22  | 11 | 7 | 1 | 3 | 33 | 9  | +24  |
| 4    | Manchester United | 21  | 11 | 7 | 0 | 4 | 18 | 13 | +5   |
| 5    | Everton           | 17  | 11 | 5 | 2 | 4 | 23 | 14 | +9   |
| 6    | Reading           | 13  | 11 | 3 | 4 | 4 | 14 | 21 | -7   |
| 7    | Brighton          | 12  | 11 | 3 | 3 | 5 | 10 | 17 | -7   |
| 8    | West Ham United   | 11  | 11 | 3 | 2 | 6 | 15 | 17 | -2   |
| 9    | Birmingham City   | 11  | 11 | 3 | 2 | 6 | 9  | 20 | -11  |
| 10   | Aston Villa       | 9   | 11 | 2 | 3 | 6 | 10 | 22 | -12  |
| 11   | Tottenham         | 8   | 11 | 2 | 2 | 7 | 7  | 24 | -17  |
| 12   | Bristol City      | 5   | 11 | 0 | 5 | 6 | 10 | 39 | -29  |

## Statistiques

### Évolution du classement
Le tableau suivant récapitule le classement au terme de chacune des journées définies par le calendrier officiel.
| Journées →      | 1  | 2  | 3  | 4  | 5  | 6  | 7  | 8  | 9  | 10 | 11 | 12 | 13 | 14 | 15 | 16 | 17 | 18 | 19 | 20 | 21 | 22 | Lead. | Relég. |
| Équipe          |    |    |    |    |    |    |    |    |    |    |    |    |    |    |    |    |    |    |    |    |    |    |       |        |
| --------------- | -- | -- | -- | -- | -- | -- | -- | -- | -- | -- | -- | -- | -- | -- | -- | -- | -- | -- | -- | -- | -- | -- | ----- | ------ |
| Arsenal         | 1  | 1  | 1  | 1  | 1  | 3  | 3  | 3  | 3  | 3  | 3  | 4  | 4  | 4  | 4  | 4  | 3  | 3  | 3  | 3  | 3  | 3  | 5     |        |
| Aston Villa     | 9  | 10 | 11 | 9  | 9  | 8  | 9  | 9  | 11 | 11 | 11 | 11 | 11 | 10 | 10 | 10 | 10 | 10 | 11 | 11 | 10 | 11 |       |        |
| Birmingham City | 10 | 11 | 10 | 8  | 7  | 7  | 6  | 6  | 8  | 8  | 8  | 8  | 8  | 9  | 9  | 9  | 9  | 9  | 9  | 9  | 10 | 10 |       |        |
| Brighton        | 3  | 5  | 7  | 7  | 8  | 9  | 8  | 8  | 9  | 10 | 10 | 9  | 9  | 8  | 7  | 7  | 6  | 6  | 6  | 6  | 7  | 7  |       |        |
| Bristol City    | 11 | 12 | 12 | 12 | 12 | 12 | 12 | 12 | 12 | 12 | 12 | 12 | 12 | 12 | 11 | 11 | 12 | 11 | 12 | 12 | 12 | 12 |       | 18     |
| Chelsea         | 5  | 3  | 3  | 3  | 2  | 1  | 1  | 1  | 1  | 1  | 1  | 1  | 1  | 1  | 1  | 1  | 1  | 1  | 1  | 1  | 1  | 1  | 17    |        |
| Everton         | 2  | 2  | 2  | 2  | 3  | 4  | 4  | 5  | 5  | 5  | 5  | 5  | 5  | 5  | 5  | 5  | 5  | 5  | 5  | 5  | 5  | 5  |       |        |
| Man. City       | 4  | 6  | 5  | 5  | 5  | 5  | 5  | 4  | 4  | 4  | 4  | 3  | 3  | 2  | 2  | 2  | 2  | 2  | 2  | 2  | 2  | 2  |       |        |
| Man. United     | 6  | 4  | 4  | 4  | 4  | 2  | 2  | 2  | 2  | 2  | 2  | 2  | 2  | 3  | 3  | 2  | 4  | 4  | 4  | 4  | 4  | 4  |       |        |
| Reading         | 12 | 7  | 6  | 6  | 6  | 6  | 7  | 7  | 6  | 6  | 6  | 7  | 6  | 6  | 6  | 6  | 7  | 7  | 6  | 7  | 6  | 6  |       | 1      |
| Tottenham       | 7  | 8  | 8  | 10 | 10 | 11 | 11 | 11 | 7  | 7  | 7  | 6  | 7  | 7  | 8  | 8  | 8  | 8  | 8  | 8  | 8  | 8  |       |        |
| West Ham United | 8  | 9  | 9  | 11 | 11 | 10 | 10 | 10 | 10 | 9  | 9  | 10 | 10 | 11 | 12 | 12 | 11 | 12 | 10 | 10 | 9  | 9  |       | 3      |

Mise à jour le : 11 mai 2021.

### Meilleures  buteuses
| Rg | Joueuse          | Club                   | Buts |
| -- | ---------------- | ---------------------- | ---- |
| 1. | Sam Kerr         | Chelsea                | 21   |
| 2. | Vivianne Miedema | Arsenal                | 18   |
| 3. | Fran Kirby       | Chelsea                | 16   |
| 4  | Caitlin Foord    | Arsenal                | 10   |
| 4  | Chloe Kelly      | Manchester City        | 10   |
| 4  | Ellen White      | Manchester City        | 10   |
| 7  | Pernille Harder  | Chelsea                | 9    |
| 7  | Ella Toone       | Manchester United      | 9    |
| 9  | Caroline Weir    | Manchester City        | 8    |
| 9  | Inessa Kaagman   | Brighton & Hove Albion | 8    |

### Meilleures passeuses
| Rg | Joueuse         | Club            | Nb de p.d. |
| -- | --------------- | --------------- | ---------- |
| 1. | Chloe Kelly     | Manchester City | 11         |
| 1. | Fran Kirby      | Chelsea         | 11         |
| 1. | Katie McCabe    | Arsenal         | 11         |
| 4. | Bethany England | Chelsea         | 9          |
| 5. | Sam Kerr        | Chelsea         | 8          |
| 5. | Lauren Hemp     | Manchester City | 8          |
| 5. | Beth Mead       | Arsenal         | 8          |

### Clean sheets
| Rg | Joueuse            | Club              | Clean sheets |
| -- | ------------------ | ----------------- | ------------ |
| 1. | Ann-Katrin Berger  | Chelsea           | 12           |
| 2. | Ellie Roebuck      | Manchester City   | 11           |
| 3. | Mary Earps         | Manchester United | 10           |
| 4  | Lydia Williams     | Arsenal           | 7            |
| 5  | Sandy MacIver      | Everton           | 6            |
| 5  | Megan Walsh        | Brighton          | 6            |
| 5  | Lisa Weiß          | Aston Villa       | 6            |
| 8  | Hannah Hampton     | Birmingham City   | 4            |
| 8  | Manuela Zinsberger | Arsenal           | 4            |
| 10 | Courtney Brosnan   | West Ham United   | 3            |
| 10 | Grace Moloney      | Reading           | 3            |

## Récompenses de la saison

### Récompenses mensuelles
Le tableau suivant récapitule les différents vainqueurs des titres honorifiques d'entraîneur et de joueuses du mois.
| Mois      | Entraîneur du mois | Entraîneur du mois | Joueuses du mois | Joueuses du mois  | Ref.   |
| Mois      | Entraîneur         | Club               | Joueuses         | Club              | Ref.   |
| --------- | ------------------ | ------------------ | ---------------- | ----------------- | ------ |
| Septembre | Hope Powell        | Brighton           | Jill Roord       | Arsenal           | [ 21 ] |
| Octobre   | Carla Ward         | Birmingham City    | Vivianne Miedema | Arsenal           | [ 22 ] |
| Novembre  | Casey Stoney       | Manchester United  | Tobin Heath      | Manchester United | [ 23 ] |
| Décembre  | Casey Stoney       | Manchester United  | Leah Galton      | Manchester United | [ 24 ] |
| Janvier   | Emma Hayes         | Chelsea            | Fran Kirby       | Chelsea           | [ 25 ] |
| Février   | Hope Powell        | Brighton           | Lucy Bronze      | Manchester City   | [ 26 ] |
| Mars      | Joe Montemurro     | Arsenal            | Lotte Wubben-Moy | Arsenal           | [ 27 ] |
| Avril     | Joe Montemurro     | Arsenal            | Sam Kerr         | Chelsea           | ,      |

### Récompenses annuelles
| Prix                                               | Vainqueur   | Club            |
| -------------------------------------------------- | ----------- | --------------- |
| Joueuse de la saison de FA Women's Super League    | Fran Kirby  | Chelsea         |
| Entraîneur de la saison de FA Women's Super League | Emma Hayes  | Chelsea         |
| PFA - Joueuse de la saison                         | Fran Kirby  | Chelsea         |
| PFA - Jeune de la saison                           | Lauren Hemp | Manchester City |
| FWA Joueuse de la saison                           | Fran Kirby  | Chelsea         |

### Équipe-type
| Équipe-type de FA WSL 2020-2021 de la PFA : | Équipe-type de FA WSL 2020-2021 de la PFA : | Équipe-type de FA WSL 2020-2021 de la PFA : | Équipe-type de FA WSL 2020-2021 de la PFA : | Équipe-type de FA WSL 2020-2021 de la PFA : | Équipe-type de FA WSL 2020-2021 de la PFA : | Équipe-type de FA WSL 2020-2021 de la PFA : | Équipe-type de FA WSL 2020-2021 de la PFA : | Équipe-type de FA WSL 2020-2021 de la PFA : | Équipe-type de FA WSL 2020-2021 de la PFA : | Équipe-type de FA WSL 2020-2021 de la PFA : | Équipe-type de FA WSL 2020-2021 de la PFA : | Équipe-type de FA WSL 2020-2021 de la PFA : |
| ------------------------------------------- | ------------------------------------------- | ------------------------------------------- | ------------------------------------------- | ------------------------------------------- | ------------------------------------------- | ------------------------------------------- | ------------------------------------------- | ------------------------------------------- | ------------------------------------------- | ------------------------------------------- | ------------------------------------------- | ------------------------------------------- |
| Gardienne                                   | Ann-Katrin Berger (Chelsea)                 | Ann-Katrin Berger (Chelsea)                 | Ann-Katrin Berger (Chelsea)                 | Ann-Katrin Berger (Chelsea)                 | Ann-Katrin Berger (Chelsea)                 | Ann-Katrin Berger (Chelsea)                 | Ann-Katrin Berger (Chelsea)                 | Ann-Katrin Berger (Chelsea)                 | Ann-Katrin Berger (Chelsea)                 | Ann-Katrin Berger (Chelsea)                 | Ann-Katrin Berger (Chelsea)                 | Ann-Katrin Berger (Chelsea)                 |
| Défenseures                                 | Maren Mjelde (Chelsea)                      | Maren Mjelde (Chelsea)                      | Maren Mjelde (Chelsea)                      | Leah Williamson (Arsenal)                   | Leah Williamson (Arsenal)                   | Leah Williamson (Arsenal)                   | Magdalena Eriksson (Chelsea)                | Magdalena Eriksson (Chelsea)                | Magdalena Eriksson (Chelsea)                | Katie McCabe (Arsenal)                      | Katie McCabe (Arsenal)                      | Katie McCabe (Arsenal)                      |
| Milieux de terrain                          | Caroline Weir (Manchester City)             | Caroline Weir (Manchester City)             | Caroline Weir (Manchester City)             | Caroline Weir (Manchester City)             | Caroline Weir (Manchester City)             | Caroline Weir (Manchester City)             | Sam Mewis (Manchester City)                 | Sam Mewis (Manchester City)                 | Sam Mewis (Manchester City)                 | Sam Mewis (Manchester City)                 | Sam Mewis (Manchester City)                 | Sam Mewis (Manchester City)                 |
| Attaquantes                                 | Chloe Kelly (Manchester City)               | Chloe Kelly (Manchester City)               | Chloe Kelly (Manchester City)               | Fran Kirby (Chelsea)                        | Fran Kirby (Chelsea)                        | Fran Kirby (Chelsea)                        | Lauren Hemp (Manchester City)               | Lauren Hemp (Manchester City)               | Lauren Hemp (Manchester City)               | Sam Kerr (Chelsea)                          | Sam Kerr (Chelsea)                          | Sam Kerr (Chelsea)                          |

## Parcours européen des clubs
| Club            | Compétition         | Résultat         | Ultime adversaire |
| --------------- | ------------------- | ---------------- | ----------------- |
| Chelsea         | Ligue des champions | Finale           | FC Barcelone      |
| Manchester City | Ligue des champions | Quarts de finale | FC Barcelone      |

## Bilan de la saison
| Championnat d'Angleterre féminin de football 2020-2021                    |                    |
| Champion                                                                  | Chelsea (5e titre) |
| Dauphin                                                                   | Manchester City    |
| Coupes et trophées                                                        |                    |
| Vainqueur de la Coupe d'Angleterre 2020-2021                              | Chelsea            |
| Vainqueur de la Coupe de la Ligue anglaise féminine de football 2020-2021 | Chelsea            |
| Qualifications continentales                                              |                    |
| Ligue des champions féminine de l'UEFA 2021-2022                          | Chelsea            |
| Ligue des champions féminine de l'UEFA 2021-2022                          | Manchester City    |
| Ligue des champions féminine de l'UEFA 2021-2022                          | Arsenal            |
| Promotions et relégations                                                 |                    |
| Promus en Women Super League                                              | Leicester City     |
| Relégués en Women Championship                                            | Bristol City       |